# Língons
Els língons (en llatí Lingones, en grec antic Λίγγονες) van ser un poble gal de la Gàl·lia Transalpina que es va establir també a la Gàl·lia Cisalpina.

## A la Gàl·lia Transalpina
La seva zona dins la Gàl·lia Cèltica se situava al territori de les fonts del Marne i el Sena, i s'estenia cap als Vosges. Juli Cèsar no diu si pertanyien a la Gàl·lia Belga o la Gàl·lia Cèltica però es creu que era a aquesta darrera, ja que Estrabó explica que eren darrere dels helvecis i sèquans, i que junt amb el hedus se situaven a l'oest; darrere els mediomàtrics hi havia els leucs i part dels língons, però aquesta última part segurament és errònia perquè el leucs (amb capital a Tullum, actual Toul), eren entre els mediomàtrics i els língons. Claudi Ptolemeu els situa a la Gàl·lia Belga, cosa probablement certa al seu temps.
La seva capital era Andomatunum, més tard anomenada Lingones (Langres). La ciutat de Dijon es trobava també en el seu territori.
Quant Juli Cèsar va derrotar els helvecis prop de Bibracte l'any 58 aC els supervivents es van refugiar al país dels língons. Cèsar va informar els caps língons que no havien de donar subministraments de cap mena als helvecis si no volien ser tractats com ells. Els língons van obeir. En la seva marxa cap a Vesontio (Besançon) contra Ariovist, els língons, sèquans i leucs van proveir a Cèsar amb gra, l'any 53 aC. Durant l'hivern Cèsar va instal·lar dues legions al territori dels língons, no per por d'una revolta, sinó per la bona situació estratègica.
Van rebre la ciutadania romana de l'emperador Otó segons Tàcit però això és una qüestió debatuda. Galba els va privar de part de les seves terres, igual que als trèvers i altres, i llavors van donar suport a Vitel·li, oferint-li soldats, armes, cavalls i diners. Plini el Vell anomena als língons foederati (aliats amb Roma).

## A la Gàl·lia Cisalpina
Els língons es van establir també a la Gàl·lia Cisalpina, on van emigrar junt amb bois i sènons, segons explica Titus Livi, i es van establir a Bononia i a l'est del riu Utis (Montone), a les planes entre els Apenins i el riu Padus. Al sud hi vivien els sènons. Es van unir tan estretament als bois que van arribar a ser considerats una sola nació i se'ls esmenta sempre amb el nom de bois.